# Promachus mesorrhachis
Promachus mesorrhachis là một loài ruồi trong họ Asilidae. Promachus mesorrhachis được Hobby miêu tả năm 1936. Loài này phân bố ở vùng nhiệt đới châu Phi.